# 薩賈夫卡
48°34′10″N 24°47′35″E / 48.56944°N 24.79306°E
薩賈夫卡（烏克蘭語：Саджавка），是烏克蘭的村落，位於該國西部伊萬諾-弗蘭科夫斯克州，由納德沃爾納亞區負責管轄，處於普魯特河畔，始建於1400年，面積28.77平方公里，2001年人口3,438。